# پروانه (فیلم ۱۹۸۲)
پروانه (انگلیسی: Butterfly) فیلم درام جنایی آمریکایی به کارگردانی مت سیمبر است که در سال ۱۹۸۲ منتشر شد. این فیلم مبتنی بر رمانی به همین نام اثر جیمز کین است.

## بازیگران
- استیسی کیچ
- پیا زادورا
- اورسن ولز
- ادوارد آلبر
- جورج باک فلاور
- جون لوکارت
- استوارت ویتمن